# Мільйон пригод
Мільйон пригод (рос. Миллион приключений) — науково-фантастичний роман російського радянського письменника-фантаста Кира Буличова. Роман складається з чотирьох повістей, об'єднаних спільними героями, та входить до циклу творів про Алісу Селезньову. Уперше частина роману — повість «Закордонна принцеса» — опублікована у газеті «Піонерська правда» у період з 12 жовтня по 10 грудня 1976 року. Повністю роман надрукований окремим виданням у 1982 році у видавництві «Дитяча література». У повісті розповідається про пригоди школярки з майбутнього Аліси та її друзів, які цікавляться живою природою та займаються на станції юних натуралістів, як у глибинах земного океану, так і джуглях далеких планет, у світі середньовічної лицарської культури, а також борються з космічними піратами.

## Сюжет
Хронологічно першою повістю роману є «Нові подвиги Геракла», в якій розповідається про пригоди Аліси та її друзів по станції юних натуралістів на Землі, у тому числі під час подорожей у часі та під час підводних подорожей. Повість є фактично збіркою оповідань, пов'язаних спільними героями.

### Нові подвиги Геракла

#### Авгієві лабораторії
Друг Аліси Павло Гераскін насмітив у лабораторії, і розпочав прибирання лише після кількаразового зауваження товаришів. Проте сам процес наведення порядку виявився досить довгим і важким, і за півгодини на підлозі лабораторії зібралась велика купа сміття. Щоб пришвидшити процес прибирання, він попросив пітекантропа Геракла винести цю купу сміття з лабораторії замість себе, а сам побіг додому. Геракл, щоб не затруднювати себе тривалим перенесенням вантажу, вирішив змити сміття з підлоги водою зі шлангу. Під час цього струменем води змилось не лише сміття, а й більша частина лабораторного обладнання, за виключенням важкого мікроскопа.

#### Поява Геракла
В оповіданні описується поява у лабораторії пітекантропа Геракла. Розпочалось усе з того, що Аліса Селезньова домовилась про подорож у часі на остів Ява для вивчення появи на Землі перших людей. Спочатку дітям провели екскурсію по Інституті часу, а пізніше вони стали під часовий екран та відбули на острів Ява за мільйон років до їх часу. Там вони побачили плем'я пітекантропів. У цей час на плем'я напав шаблезубий тигр, і один з молодих пітекантропів почав утікати в бік машини часу. Павло Гераскін підхопив його, й разом вони відбули в час, з якого прибули люди. Незважаючи на строгу заборону привозити з минулого живі істоти, пітекантропа вирішили залишити в майбутньому, поселили на станції юних натуралістів, та назвали Гераклом.

#### Другий день народження
На експериментальному полі для вирощування іншопланетних рослин за ніч на грядці пенелопських апеляблук виросли велетенські пенелопські бур'яни, які не можна виполоти, не пошкодивши самих апеляблук. Для боротьби з бур'янами Аркадій Сапожков вирішує скористуватися часовим екраном, щоб виполоти бур'яни тоді, коли вони ще мають невеликі розміри. Проте під час настроювання екрану технік перелякався пітона, який жив на станції, та впав у басейн, під час чого зачепив пульт управління екраном. Після цього екран розпочав працювати на повну потужність, після чого на поле забіг півень, який захотів поласувати апеляблуками, який швидко перетворився в яйце. Яйцем захотів поласувати пітекантроп Геракл, якого з-під дії екрану витягнула Аліса Селезньова. Вона була під дією зворотнього часу близько 15 секунд, що призвело до її омолодження на 2 тижні. Після цього Аліса вирішила святкувати свій день народження двічі з інтервалом у 2 тижні.

#### Пошкодуйте маслючків!
Аркадій Сапожков познайомився з психологом, який показав йому, що рослини також мають відчуття. Тому, коли його товариші вирішили йти назбирати грибів, він вирішив обробити гриби в цьому місці спеціальним порошком, який сприяє виробленню чутливості в рослин, після чого вони навіть можуть чинити опір нападнику. Ранком діти разом із пітекантропом Гераклом пішли в ліс, але відразу ж помітили, що грибів на звичних місцях, де вони росли ще вчора, вже немає. Натомість діти виявили, що їстівні гриби сховались у малопомітному місці, причому їх оточили мухомори та інші отруйні гриби, які агресивно розхитувались, не допускаючи до їстівних грибів людей, чим навіть злякали Геракла. У результаті діти повернулись на станцію з пустими руками, та змогли нарвати грибів лише наступного дня, коли дія порошку припинилась.

#### Куди відлітають комгуси?
Павло Гераскін вирішує проблему, як боротися з комарами, які дуже розплодилися цього літа. Вирішенням проблеми він вважає введенням у генотип комарів гена перелітності, щоб на літо вони відлітали на північ, як частина птахів. За підказкою Джавада Рахімова Павло обирає для цієї мети гени сірої гуски. Проте в процесі творення генетично модифікованих комарів у нього виходить потворне створіння великих розмірів, яке відразу вирішило шукати жертву для того, щоб напитись крові. Діти зуміли втекти в басейн під воду, після чого гібрид, якого назвали комгусем, вирішив атакувати пітекантропа Геракла. Той після початкової розгубленості зумів убити гібрида великою гілкою, яка впала з сусіднього дерева.

#### Джинн в кораблі
Аліса Селезньова і Павло Гераскін беруть участь у підводній археологічній експедиції з пошуку затонулого флоту давньогрецького тирана Діостура. Одного ранку, коли частина археологів разом із Павлом відбули з бази обстежувати невелику бухту, Аліса разом із двома ручними дельфінами вирішила поплавати недалеко від місця перебування експедиції. По дорозі вона виявляє затонулий іншопланетний корабель, та проникає в нього. На його борту виявляється чотирирукий іншопланетянин, який упав з кораблем на Землю три тисячі років тому, і саме падіння його корабля спричинило загибель давньогрецького флоту, а сам він не міг вийти з кораля, оскільки його привалило скелею. Наміром іншопланетянина було підкорити Землю, щоб набрати на ній солдатів для завоювання рідної планети прибульця. Іншопланетянин вирішує вбити Алісу та перенести свою свідомість у її тіло, щоб полегшити завоювання Землі. Проте до цього часу до корабля прибувають друзі дівчинки, яких попередили про небезпеку дельфіни, визволяють її та знешкоджують іншопланетянина.

### Закордонна принцеса
Аліса Селезньова разом із друзями з станції юних натуралістів отримала можливість полетіти на екскурсію на планету Пенелопа, відомою своєю мальовничою та різноманітною природою, музеями у столиці планети Жангле… (назва столиці завжди писалась із трикрапкою в кінці, для того, щоб будь-хто міг додати до нього своє закінчення для милозвучності або для римування у вірші) та іншими туристичними принадами. На планеті Аліса та Павло Гераскін потрапляють у столиці на Сувенірну вулицю, призначену для романтиків, і Павло за допомогою таємничого власника магазину переноситься на іншу планету, де досі живуть середньовічні лицарі та принцеси, на якій він хоче встановити справедливість у межах власних переконань. Аліса вирушає за ним у образі іншопланетної принцеси. На загадковій планеті з середньовічними звичаями вона знаходить Павла, який після кількох поєдинків опинився у в'язниці та був засуджений до смертної кари. Алісі вдається визволити Павла після того, як вона дає присягу взяти його собі за чоловіка, оскільки старовинний звичай цієї планети говорить, що засуджений до страти звільняється від покарання, коли якась дівчина вирішить одружитися з ним. Після визволення Аліса і Павло повертаються на корабель, який їх привіз на планету, та відбувають на Пенелопу, причому відсутніми на планеті вони були лише близько години.

### Канікули на Пенелопі
Аліса Селезньова з друзями продовжує відпочинок на мальовничій планеті Пенелопа, де вона з друзями купаються в річках та знайомляться з багатою живою природою планети. Одночасно вони знайомляться з дивним туристом на прізвисько Дикун, який живе серед дикої природи. Одночасно на планеті починається ціла серія природних катаклізмів, на планеті з'являється велика кількість небезпечних хижаків, яких раніше не було. Одночасно люди знаходять багато вбитих тварин. Далі люди зустрічаються з дивними тваринами, які вміють розмовляти. Пізніше люди дізнаються, що планета є цілісною розумною істотою, яка й вирощує тварин в рамках єдиного організму, а причиною появи хижих тварин і катаклізмів є загибель тварин, в якій виявляється винним саме Дикун, який є замаскованим браконьєром та космічним піратом, що прилетів на планету, щоб знайти заховані тут скарби, які загубили при втечі з планети представники іншопланетної цивілізації, які також порушували екосистему планети, з якими боровся єдиний організм планети. Тварини, що розмовляють, також виявилися творіннями планети, створеними для кращого порозуміння з людьми. Планета і люди зуміли порозумітися, і планета зрозуміла, що з усуненням причини загибелі тварин їй не потрібні будуть хижаки та катаклізми. Дикун втікає з планети, захопивши в заручники Павла Гераскіна, проте невдовзі його затримують та визволяють Павла.

### Скринька піратської матусі
Алісу Селезньову після закінчення екскурсії на Пенелопу отримує запрошення з планети Брастак від давнього знайомого своєї сім'ї археолога Рррр з запрошенням відвідати на його планеті свято скрррулів, відомого делікатесу, який неможливо вивезти з планети з невідомих причин. Аліса сідає на корабель до Брастака. Разом з нею на корабель таємно сідає її товариш Павло Гераскін, який передягається у костюм туристки з планети Пілагея. Вони прибувають на Брастак, де їх після прибуття закривають у готелі, а один із мешканців планети повідомляє, що на планеті епідемія невідомої хвороби, й вони сидять на карантині. пізніше діти отримують через систему продуктопроводів записку, що на планеті немає ніякої епідемії, а вона у дійсності захоплена космічними піратами. Невдовзі до них у готель зумів пробратися сам Рррр, за яким гнались пірати, і який отримав поранення. Діти зуміли сховати старого знайомого, який розповів їм про напад піраиів, та розповів, що вони повинні дочекатися земного корабля, щоб сісти на нього, та повідоми на інші планети про напад піратів. Пізніше Алісу розкривають та арештовують пірати, а Павла під виглядом пілагейської туристки вони хочуть використати в своїх інткресах, щоб безперешкодно проникнути на земний корабель. Його відвозять до керівниці піратів, яку називають матусею, і вона просить Павла взяти з собою на корабель її скриньку з дороцінностями та її сина, який може прибрати будь-який образ, з собою. Тим часом Алісі за допомогою Рррр та інших брастаків вдається утекти з ув'язнення. Вона також зуміла пробратись на корабель, де вони з Павлом розкривають плани піратів. Проте виявляється, що в скриньці, яку дала матуся піратів Павлу, сховались за допомогою спеціального зменшувального пристрою сама піратська матуся та 13 інших піратів. Піратам вдається захопити корабель, проте ситуацію рятує корабельний лікар, якому вдається розпилити по кораблю експериментальну речовину, яка спричинює в живих істот лінощі. на неї не реагує лише капітан корабля, якому і вдається остаточно знешкодити піратів, та успішно довести корабель до Землі.

## Переклади
Роман перекладений польською мовою у 1984 році, та надрукований під назвою «Milion przygód».